# Kecamatan Kepulauan Seribu Selatan
Kecamatan Kepulauan Seribu Selatan är ett distrikt i Indonesien.   Det ligger i provinsen Jakarta, i den västra delen av landet, 50 km nordväst om huvudstaden Jakarta. Antalet invånare är 21 071.